# 幸福的拾荒者
《幸福的拾荒者》是中國演員、歌手胡歌在2006年在趕拍电视剧《射鵰英雄傳》時不幸遭遇車禍後，所寫下的書，主要記錄了養傷十個月的心路歷程，以及圈內眾多好友的祝福，其中包含謝娜、何炅、何潤東、徐若瑄、林依晨、陳龍、黃磊、陳秀文等。而所有收益都捐給苗圃行動公益，並用此書收益建立了一所小學，定名為張冕紀念小學，以紀念在此車禍中過世的女同事張冕。